# Sandalops
Sandalops is een geslacht van inktvissen uit de familie van de Cranchiidae.

## Soort
- Sandalops melancholicus Chun, 1906